# Скотомогильник

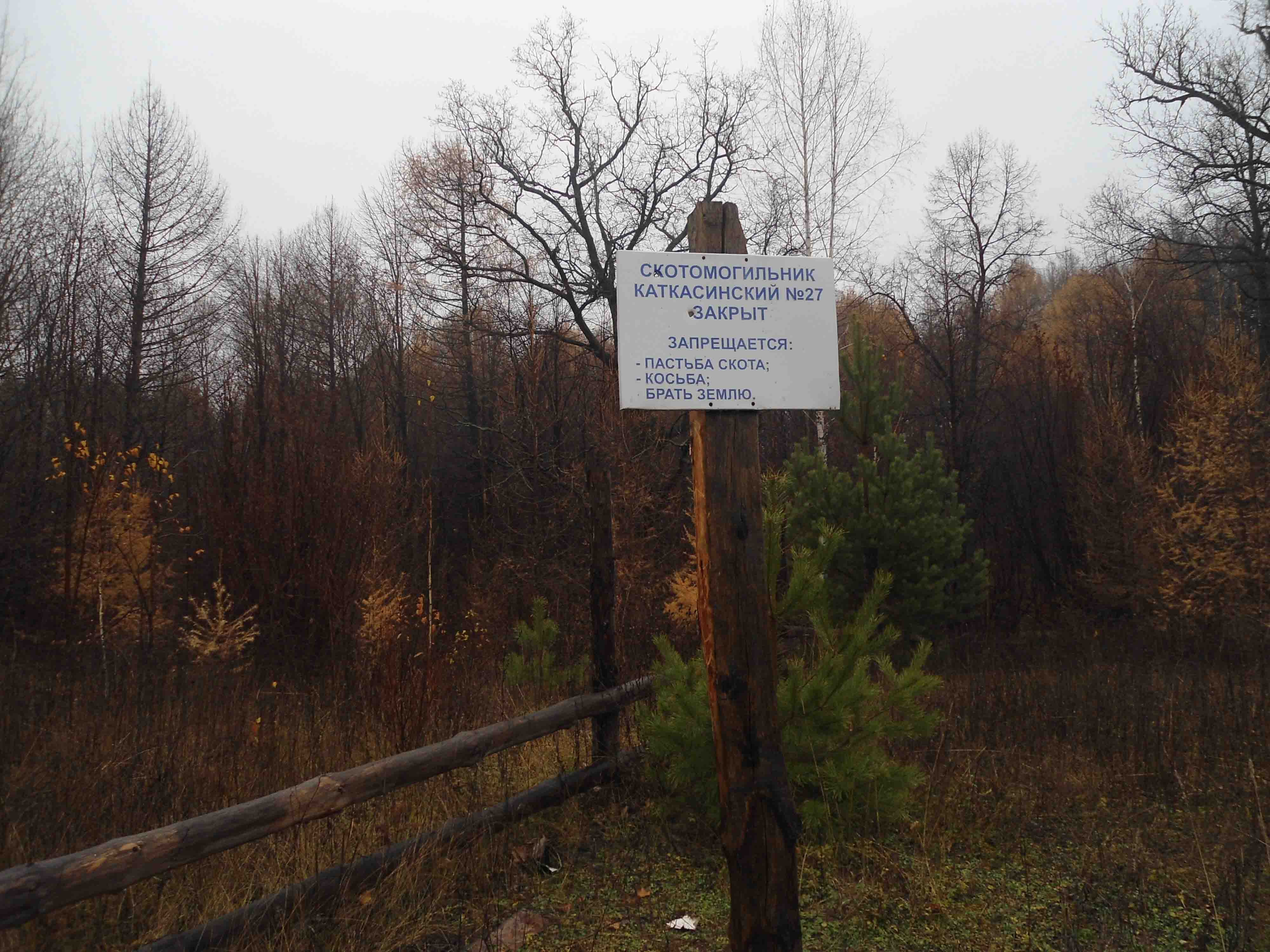
Обережно, скотомогильник!

Скотомогильник або худобомогильник — місце для довготривалого поховання трупів сільськогосподарських та домашніх тварин, що загинули від епізоотії (або забитих для запобігання її розповсюдженню). Особливий статус охорони та обліку мають поховання з сибірською виразкою.
В деяких країнах поховання трупів тварин у землю заборонено, їх утилізацію та знищення здійснюють на ветеринарно-санітарних заводах шляхом переробки в м'ясо-кісткове борошно або знищуються (спалюванням або похованням), залежно від висновку ветеринарного спеціаліста і відповідно до нормативних документів. 
На топографічних картах місця скотомогильників вказуються спеціальними умовними знаками.

## Нормативи будівництва скотомогильника
За санітарними вимогами скотомогильник повинен бути розташований на відстані не менше 1000 метрів від житлових, тваринницьких (у тому числі і птахівницьких) будівель, скотопрогінних трактів, проїжджих доріг, річок, ставків та інших водойм.
Площа під будівництво не менше 600 м², на сухому піднесеному місці не ближче 1 км від інших будівель, водойм та населених пунктів, обноситься глухим парканом заввишки не менше 2 м. З внутрішньої сторони паркану виривають рів завглибшки 1,4 м та шириною 1,5 м, з вийнятого ґрунту роблять вал, через рів перекидають міст. Глибина ґрунтових вод на ділянці має бути не менше 2 м. На території скотомогильника будують одну або кілька біотермічних ям — спеціальних споруд (розмір 3,0: 3,0 м; глибина 9-10 м) для знезараження біологічних відходів. Стіни ями зводять з червоної цегли або інших волого- та термостійких матеріалів, виводять вище рівня землі на 40 см і штукатурять бетонним розчином. На дно укладають шар щебеню та завалюють бетоном. Перекриття — двошарові, між шарами закладають утеплювач, в центрі залишають отвір, що щільно закривається кришкою. З ями виводять витяжну трубу, над ямою будують навіс. При розкладанні біологічного субстрату через 20 днів створюється температура 65-70 ° C, що забезпечує загибель патогенних мікроорганізмів. Повторне використання біотермічної ями дозволяється через 2 роки після останнього закидання та за умови відсутності збудників сибірки у наявних залишках.
Місце для скотомогильника вибирається за вимогами нормативних документів та узгоджується з органами місцевої адміністрації за поданням організації державної ветеринарної служби, узгодженим з центром санітарно-епідеміологічного нагляду.